# Greg Whittington
Greg Whittington (Columbia, Maryland, 7 de febrero de 1993) es un jugador de baloncesto estadounidense que pertenece a la plantilla del VEF Riga de la LEBL. Con 2,03 metros de estatura, juega en la posición de ala-pívot.

## Trayectoria deportiva

### Universidad
Jugó durante dos temporadas con los Hoyas de la Universidad de Georgetown, en las que promedió 6,5 puntos, 4,0 rebotes y 1,2 asistencias por partido. En su segunda temporada únicamente pudo disputar 13 partidos, ya que en enero de 2013 fue apartado del equipo por motivos académicos.
No pudo comenzar la temporada 2013-14 debido a una lesión en el ligamento cruzado anterior producida durante el verano. finalmente, a mediados del mes de diciembre, fue transferido a los Scarlet Knights de la Universidad Rutgers a las órdenes de Eddie Jordan. Sin embargo, se creó una controversia al no matricularse para el segundo semestre, decidiendo finalmente no unirse a la universidad.

### Profesional
Tras pasar en blanco la temporada 2013-14, al año siguiente se unió a los entrenamientos de los Westchester Knicks de la NBA D-League, todavía convaleciente de su lesión. En septiembre de 2015 firmó un contrato no garantizado por un año con los Miami Heat, pero fue despedido tras jugar cuatro partidos de pretemporada. El 2 de noviembre fue adquirido por los Sioux Falls Skyforce de la NBA D-League como jugador afiliado de los Heat. Jugó una temporada con los Skyforce, en la que promedió 13,0 puntos, 8,0 rebotes y 2,7 asistencias por partido, lo que le valió para ser incluido en el Mejor quinteto de rookies de la NBA D-League.
En agosto de 2016 fichó por los Sydney Kings de la liga australiana.

#### Denver Nuggets (2020–2021)
El 24 de noviembre de 2020, Whittington firmó un contrato dual con los Denver Nuggets, pero no debutó en la liga hasta el 27 de febrero de 2021, en un partido ante Oklahoma City Thunder. Fue despedido el 8 de abril, habiendo disputado tan solo cuatro partidos.

#### Regreso a Europa
El 1 de julio de 2021, firma por el Lokomotiv Kuban de la Superliga de baloncesto de Rusia.
El 10 de noviembre de 2022, firma por el Hapoel Be'er Sheva de la Ligat ha'Al.
El 23 de octubre de 2023 fichó por el Zunder Palencia de la liga ACB.

## Estadísticas de su carrera en la NBA

### Temporada regular
| Año     | Equipo | PJ | PT | MPP | %TC  | %3P  | %TL  | RPP | APP | ROB | TPP | PPP |
| ------- | ------ | -- | -- | --- | ---- | ---- | ---- | --- | --- | --- | --- | --- |
| 2020-21 | Denver | 4  | 0  | 3.0 | .000 | .000 | .000 | .0  | .0  | .0  | .0  | .0  |
| Total   | Total  | 4  | 0  | 3.0 | .000 | .000 | .000 | .0  | .0  | .0  | .0  | .0  |